# 혁신운동

혁신운동(革新運動, 프랑스어: Mouvement Réformateur, MR 무브망 레포르마퇴르[*])은 프랑스어 사용지역인 왈롱(프랑스어로는 우알로니) 지역을 기반으로 하는 중도우파 계열 정당이다. 2002년 자유혁신당의 해산 및 시민변화를 위한 운동 일부 의원의 탈당과 동시에 창당되었다.

## 같이 보기
- 자유주의